# Palintone

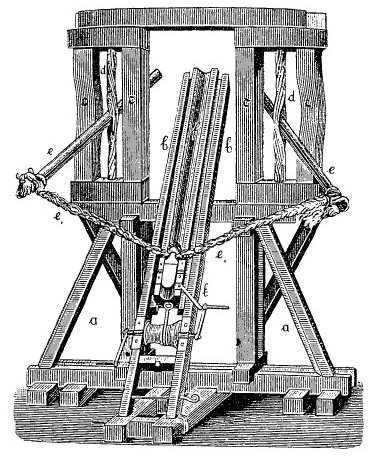
Palintone

De palintone of palintonon (Grieks παλίντονος, "terugspringen") is een Grieks belegeringswapen. De steenwerpende palintone was een van de eerste torsie-artilleriewapens.

## Beschrijving
In het houten spanraam van de palintone zitten links en rechts twee torsieveren. Deze veren bestaan uit windingen van pezen die boven en onder in het raam over assen lopen. De katapultarmen steken midden tussen de windingen en zijn verbonden met een boogpees. Als de pees met de lier naar achter wordt getrokken brengt het torsiemoment van de getordeerde pezen de katapultarmen op spanning. Meestal werden met het wapen stenen van enkele tientallen kilogrammen afgevuurd, maar het geschut kon ook pijlen, speren, gebakken kleikogels of hete kolen afschieten.
Volgens Athenaeus Mechanicus kon een palintone een projectiel met een lengte van 4 cubits (± 180 cm) ongeveer 4 stadium (± 750 m) ver wegschieten.
De palintone is afgeleid van de minder krachtige euthytone en hoort bij de groep van tweearmig torsiegeschut, waartoe ook de veel bekendere ballista behoort. De ballista schiet echter meestal pijlen in plaats van kogels af.